# Kelgin Irabgera, Devadurga
Kelgin Irabgera là một làng thuộc tehsil Devadurga, huyện Raichur, bang Karnataka, Ấn Độ.